# 도넛의 날

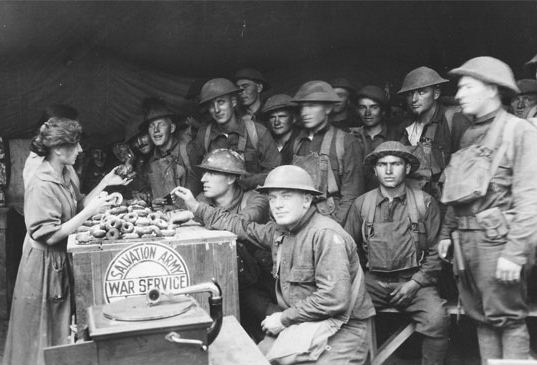
군인들에게 도넛을 주는 구세군 자원봉사자

도넛의 날(National Donut Day)는 미국에서 6월 첫 금요일에 있는 기념일로 제1차 세계 대전에 파병된 군인들을 위해 도넛을 굽던 구세군 여성들을 기념하기 위해 1938년 시카고에서 구세군에 의해 지정됐다. 미국의 도넛 가게들에서는 이날 무료로 도넛을 팔기도 한다.